# Zébrâne
 (septembre 2023).
La mise en forme du texte ne suit pas les recommandations de Wikipédia : il faut le « wikifier ».
Les points d'amélioration suivants sont les cas les plus fréquents. Le détail des points à revoir est peut-être précisé sur la page de discussion.
- Les titres sont pré-formatés par le logiciel. Ils ne sont ni en capitales, ni en gras.
- Le texte ne doit pas être écrit en capitales (les noms de famille non plus), ni en gras, ni en italique, ni en « petit »…
- Le gras n'est utilisé que pour surligner le titre de l'article dans l'introduction, une seule fois.
- L'italique est rarement utilisé : mots en langue étrangère, titres d'œuvres, noms de bateaux, etc.
- Les citations ne sont pas en italique mais en corps de texte normal. Elles sont entourées par des guillemets français : « et ».
- Les listes à puces sont à éviter, des paragraphes rédigés étant largement préférés. Les tableaux sont à réserver à la présentation de données structurées (résultats, etc.).
- Les appels de note de bas de page (petits chiffres en exposant, introduits par l'outil «  Source ») sont à placer entre la fin de phrase et le point final[comme ça].
- Les liens internes (vers d'autres articles de Wikipédia) sont à choisir avec parcimonie. Créez des liens vers des articles approfondissant le sujet. Les termes génériques sans rapport avec le sujet sont à éviter, ainsi que les répétitions de liens vers un même terme.
- Les liens externes sont à placer uniquement dans une section « Liens externes », à la fin de l'article. Ces liens sont à choisir avec parcimonie suivant les règles définies. Si un lien sert de source à l'article, son insertion dans le texte est à faire par les notes de bas de page.
- La présentation des références doit suivre les conventions bibliographiques. Il est recommandé d'utiliser les modèles {{Ouvrage}}, {{Chapitre}}, {{Article}}, {{Lien web}} et/ou {{Bibliographie}}. Le mode d'édition visuel peut mettre en forme automatiquement les références.
- Insérer une infobox (cadre d'informations à droite) n'est pas obligatoire pour parachever la mise en page.

Pour une aide détaillée, merci de consulter Aide:Wikification.
Si vous pensez que ces points ont été résolus, vous pouvez retirer ce bandeau et améliorer la mise en forme d'un autre article.

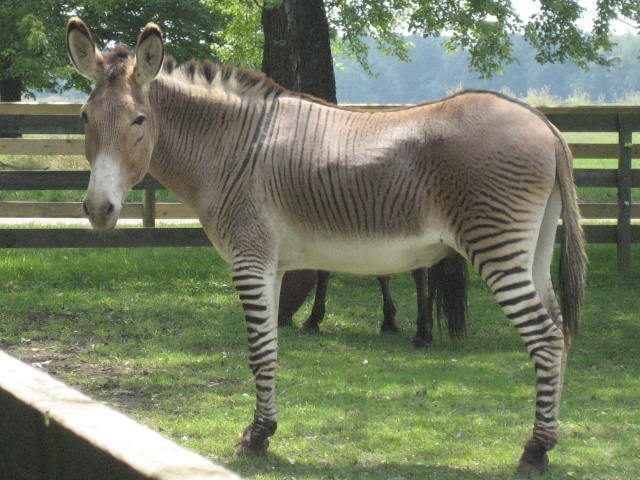
Un zébrâne

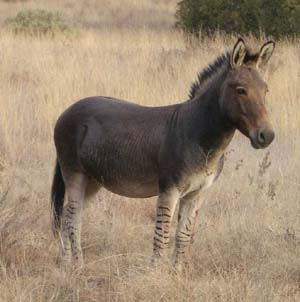
Un zébrâne en Afrique du Sud

Le zébrâne (on lit aussi âne-zèbre, donzèbre et donzed ou zonkey en anglais) est le résultat du croisement entre deux espèces : le zèbre et l'âne.
On peut rencontrer des zébrânes sauvages en Afrique du Sud, là où zèbres et ânes vivent en étroit voisinage. Comme les mulets, ils sont généralement stériles en raison d'un nombre impair de chromosomes qui empêche la méiose. Cependant, dans « De l'origine des espèces par voie de sélection naturelle » (1859), Charles Darwin rapporte le cas d'un zébrâne ayant apparemment produit un triple hybride avec une jument.
On apparie généralement un zèbre mâle à une jument ou à une ânesse. Cependant, en 2005, à la Barbade, un petit zébrâne naquit de l'union d'une zébresse de Burchell et d'un âne.
Le nom générique pour les croisements entre zèbres et chevaux ou ânes est zébroïde. L'âne est un proche parent du zèbre et tous deux appartiennent à la famille des équidés. Les zébrânes sont bien sûr très rares.

## Génétique

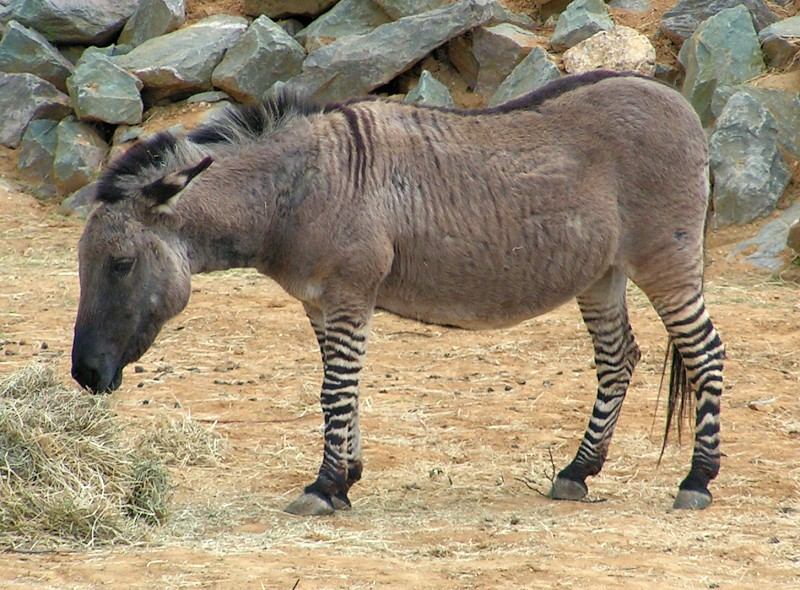
« Shadow », un zébrâne du zoo de Colchester

Les hybrides ne pouvant pas se reproduire entre eux ne compromettent cependant pas la notion d'espèce. De tels croisements n'étant pas possibles dans la nature, il faut une intervention de l'homme pour faire naître les hybrides. Certains parents d'hybrides n'habitent même pas sur le même continent. Les ânes et les équidés sauvages n'ont pas le même nombre de chromosomes. L'âne possède 31 paires chromosomiques, tandis que les zèbres en ont 32, 42 ou 44 paires selon l'espèce. Malgré cette différence, des hybrides viables voient le jour lorsque la combinaison génétique de l'hybride permet le développement de l'embryon jusqu'à la naissance. L'hybride a alors un nombre de chromosomes compris entre ceux de ses parents. La différence chromosomique rend l'hybride femelle peu fertile et l'hybride mâle stérile, en raison d'un phénomène appelé règle de Haldane. L'écart entre les nombres de chromosomes des deux espèces trouve certainement son explication dans la présence de chromosomes plus longs chez le cheval, dont le contenu génétique individuel est en gros celui de deux chromosomes du zèbre.
La rumeur populaire veut que seuls des couples où le zèbre est le mâle puissent produire un hybride, mais elle est démentie par l'hybride des Barbades. Deux autres « bardots-zèbre » sont nés, mais ils n'ont pas survécu jusqu'à l'âge adulte. Leur rareté montre que le plus petit nombre de chromosomes doit être du côté du mâle pour que naisse un hybride viable.
Les zébrânes sont des hybrides obtenus en appariant deux espèces d'un même genre. La progéniture présente des traits de chacun des parents et varie donc considérablement selon la manière dont les gènes de chaque parent sont exprimés ou pas et interagissent.
C'est pour cette raison qu'il est a priori impossible de croiser deux espèces hybrides telles que le zébrâne et le zébrule. Pourtant certains chercheurs comme le professeur Boyer-Chammard s'attellent à prouver le contraire.

## En captivité
Bien que les zébrânes soient rares, les zoos ont réussi à en produire. Le zoo de Colchester dans l'Essex déclara à tort, en 1971, avoir produit le premier zébrâne. En juillet 2013, le zoo de Florence annonce la naissance d'un zébrâne.
En effet, dans L'Origine des espèces (1859), Charles Darwin mentionne quatre illustrations en couleurs d'hybrides entre âne et zèbre, dont le fameux croisement opéré en 1815 entre un âne et un quagga (ou couagga). Dans « La variation des animaux et des plantes sous l'action de la domestication »  (1re éd. 1868, 2e éd. révisée 1883), Darwin écrit « J'ai vu, au musée britannique, un hybride d'âne et de zèbre dont les pattes arrière étaient tachetées. » puis « Il y a de nombreuses années, j'ai vu au jardin zoologique un curieux triple hybride, d'une jument baie, par un hybride d'un âne mâle et d'une femelle zèbre. » puis il relate à nouveau le croisement avec un quagga réalisé par Lord Moreton. Ces deux écrits sont antérieurs aux déclarations du zoo de Colchester.
Consciemment ou pas, le zoo de Colchester avait répété une expérience réalisée par les Boers pendant la guerre des Boers (1899-1902), lorsqu'on éleva des zébroïdes comme animaux de travail. Lors de cette ancienne expérience, on croisa des zèbres de Chapman et des poneys pour produire un animal servant au transport.[réf. nécessaire]
Un zébrâne est montré et décrit dans Miracles de la vie animale (1930) publié par John Alexander Hammerton. Dans la même période, on rapporte des croisements entre zèbres de Grévy et ânes de Somalie.
Un programme d'élevage en zoo, en 1975, donna lieu à plusieurs hybrides. Dans la semaine de Noël 1975 naquit le troisième zébrâne du zoo de Colchester, obtenu en appariant une ânesse à différents zèbres. Les tentatives antérieures pour croiser des zèbres avec des chevaux ou des ânes n'avaient pas donné de petits ayant survécu. Le but du zoo était de créer pour l'Afrique un animal de travail résistant aux maladies. Les experts du zoo de Colchester crurent que leur succès était dû à l'utilisation d'un âne arabe (une variété que l'on avait pas encore essayé de croiser) et avaient bon espoir que les hybrides seraient viables et fertiles. Un zébrâne est toujours visible à Colchester, mais c'est le dernier qui y est élevé car la politique du zoo est désormais d'empêcher les croisements. 
Les éleveurs d'animaux exotiques qui ont des zèbres élèvent parfois des zébrânes.